# Cantone di Brinon-sur-Beuvron
Il Cantone di Brinon-sur-Beuvron era una divisione amministrativa dell'arrondissement di Clamecy.
È stato soppresso a seguito della riforma complessiva dei cantoni del 2014, che è entrata in vigore con le elezioni dipartimentali del 2015.
Comprendeva i comuni di:
- Asnan
- Authiou
- Beaulieu
- Beuvron
- Brinon-sur-Beuvron
- Bussy-la-Pesle
- Challement
- Champallement
- Chazeuil
- Chevannes-Changy
- Corvol-d'Embernard
- Dompierre-sur-Héry
- Germenay
- Grenois
- Guipy
- Héry
- Michaugues
- Moraches
- Neuilly
- Saint-Révérien
- Taconnay
- Vitry-Laché